# Angra dos Reis EC
Angra dos Reis EC is een Braziliaanse voetbalclub uit Angra dos Reis in de staat Rio de Janeiro.

## Geschiedenis
De club werd opgericht in 1999 en begon dat jaar in de derde klasse van het Campeonato Carioca. De club bereikte de finale tegen Everest, die ze wonnen met 2-0. Hierdoor promoveerde de club naar de tweede klasse. De club bereikte de kwartfinale om de titel in 2000. De club vroeg om één seizoen niet deel te nemen aan de competitie in 2001, maar keerde het jaar erna wel terug en werd nu een vaste waarde.
In 2003 bereikte de club de eindfase om de titel en behaalde evenveel punten als Portuguesa, maar door een slechter doelsaldo moesten ze de titel aan Portuguesa laten en dat jaar was er slechts één team dat promoveerde naar de hoogste klasse. In 2004 en 2005 eindigde de club op de derde plaats. De volgende jaren werd de club meestal in de eerste ronde uitgeschakeld en flirtte ze soms zelfs met de degradatie. In 2015 werd de club achtste, de beste prestatie in jaren. Ook in 2016 deed de club het vrij goed, echter werden twee niet-speelgerechtigde spelers opgesteld in vier wedstrijden waardoor ze 17 strafpunten kregen en op een degradatieplaats eindigden. Het volgende seizoen werd de club kampioen in de derde klasse en beperkte zo de afwezigheid tot één seizoen. In 2022 degradeerde de club opnieuw en nam nog datzelfde seizoen deel aan de competitie in de derde klasse, maar werd ook daar laatste waardoor ze twee degradaties in hetzelfde seizoen opliepen. In 2023 werd de club zelfs uit de competitie gezet op verdenking van wedstrijdvervaling en degradeerde zo voor een derde opéénvolgende keer. 